# Eupodotis
Eupodotis és un gènere d'ocells de la família dels otídids (Otididae). Aquests sisons habiten principalment en zones de sabana de l'Àfrica subsahariana.

## Taxonomia
Segons la classificiació del Congrés Ornitològic Internacional (versió 13.2, 2023) aquest gènere està format per dues espècies:
- sisó de capell (Eupodotis senegalensis).
- sisó blau (Eupodotis caerulescens).

En època recent tres espècies que eren incloses dins aquest gènere, han estat ubicades al gènere Heterotetrax del qual han estat separats arran treballs genètics recents